# أوين وولف
أوين وولف (بالإنجليزية: Owen Wolff)‏ هو لاعب كرة قدم أمريكي في مركز الوسط، ولد في 2004 في سنيلفيل في الولايات المتحدة.

## وصلات خارجية
- أوين وولف على موقع الدوري الأمريكي (الإنجليزية)
- أوين وولف على موقع قاعدة بيانات كرة القدم.إي يو (الإنجليزية)
- أوين وولف على موقع Soccerway.com (الإنجليزية)